# Seacoast United Phantoms (NPSL)
Seacoast United Phantoms, é uma agremiação esportiva da cidade de Portsmouth, Nova Hampshire.  Atualmente disputa a National Premier Soccer League. O clube é uma subdivisão do Seacoast United Soccer Club.

## História
Fundada em 2010, o Seacoast United Phantoms é uma subdivisão do Seacoast United Soccer Club, uma academia de futebol com diversos times nos estados de Nova Hampshire, Maine e Massachusetts. Seus principais times são o Seacoast United Phantoms, da NPSL,  o time de mesmo nome, Seacoast United Phantoms, que disputa a PDL, e o Seacoast United Mariners, que também disputa a NPSL.
Desde 2011 a equipe disputa a NPSL, e entre 2011 e 2016 a equipe não conseguiu chegar aos playoffs, sendo eliminada na primeira fase.